# Il re Lindworm
Il re Lindworm, o Il principe Lindworm (in danese: Kong Lindorm), è una fiaba popolare danese, pubblicata nel 1854 da Svend Grundtvig e più tardi illustrata da Kay Nielsen.

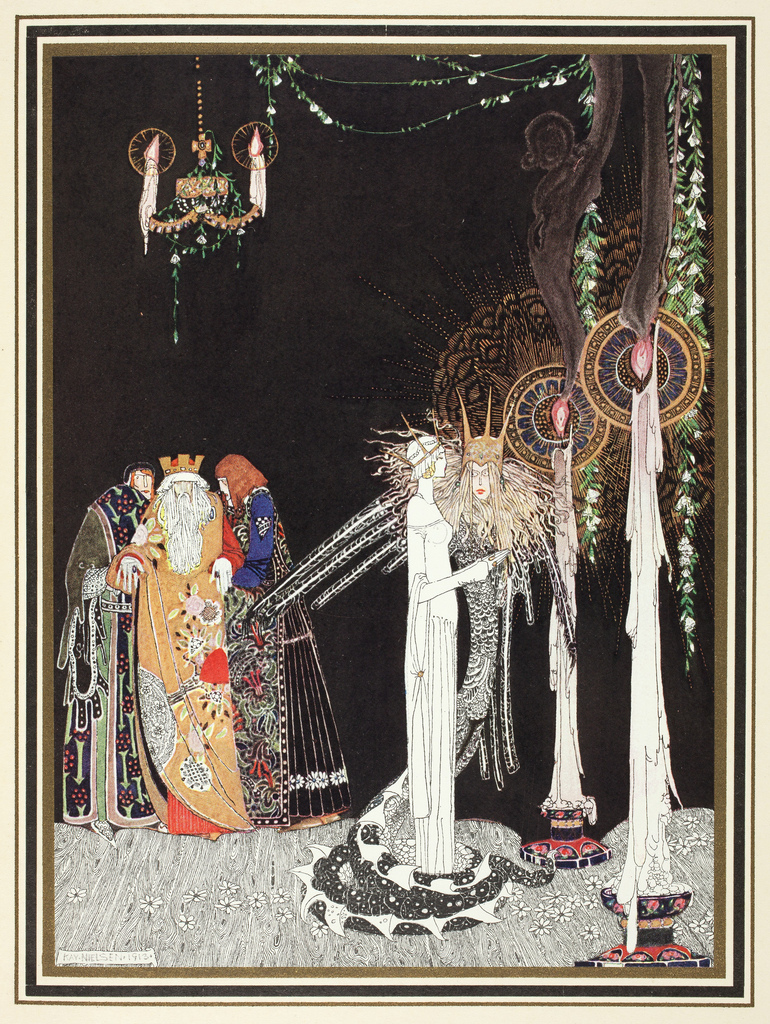
Il matrimonio fra il Lindworm e la fanciulla. Illustrazione di Kay Nielsen per East of the Sun and West of the Moon: Old Tales from the North di Svend Grundtvig.

## Trama
Una regina, disperata perché senza figli, si reca da una megera per sapere come poter concepire. La vecchia le dice di andare nel suo giardino e piantare due rose, una bianca e una rossa. Una volta fiorite, dovrà sceglierne una e mangiarla, ma la avverte che non deve assolutamente mangiarle entrambe. La regina fa quanto detto, ma una volta fiorite le due rose dimentica l'avvertimento e le mangia entrambe. Nove mesi dopo, dà alla luce due gemelli: mentre il minore è un bambino sano, il maggiore si rivela essere un lindworm (un essere metà uomo e metà verme).
Al momento di trovare una sposa per il gemello minore, il lindworm insiste affinché, essendo il maggiore, venga data una sposa prima a lui, ma ogni ragazza che gli propongono per moglie viene divorata la prima notte di nozze. Dopo ogni morte, il lindworm ripete la sua richiesta di avere una moglie prima del gemello.

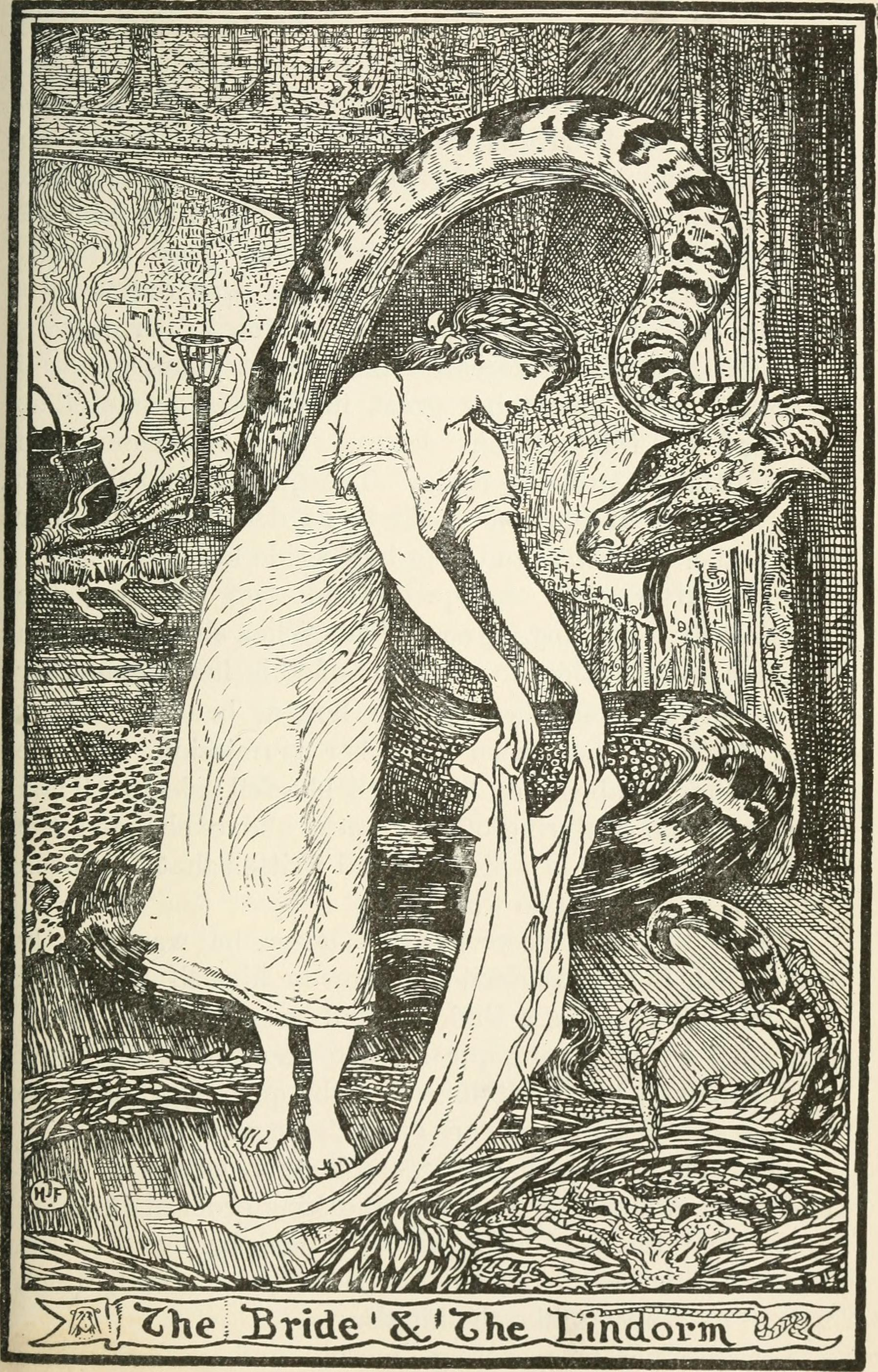
La fanciulla fra le pelli scartate del Lindworm. Illustrazione di Henry Justice Ford per "The Pink Fairy Book" di Andrew Lang.

In ultimo, si presenta una fanciulla istruita dalla stessa megera su come sopravvivere e la prima notte di nozze giunge vestita con sette abiti, chiedendo al marito di spogliarsi di una pelle ogni volta che lei si toglierà una veste. All'alba, la ragazza si libera dell'ultimo abito e il lindworm perde l'ultima pelle, rivelando la sua forma umana. 
Varianti della fiaba omettono il gemello del lindworm, mentre la megera è a volte sostituita da un mago, un vecchio saggio o un indovino. Varianti del metodo per concepire includono il dover mangiare una o due cipolle sbucciate, che invece la regina mangia con la buccia (nelle versioni con un unico figlio), oppure sbucciandone solo una (nelle versioni con due gemelli). Infine, a volte il passaggio finale del processo per spezzare la maledizione include l'immersione del lindworm senza pelle in una vasca colma di acqua calda, latte o altro.

## Analisi

### Classificazione
Nell'indice Aarne-Thompson-Uther, usato per catalogare fiabe e racconti folkloristici, Il re Lindworm è classificato col codice ATU 433B, che riunisce racconti con protagoniste fanciulle che spezzano maledizioni poste sui loro mariti serpentiformi.
Secondo il folkrorista Antti Aarne, il fulcro del racconto riguardava invece il topos della regina senza figli. 
Secondo Bengt Holbek, il racconto fa parte del macrogruppo del "Re Wyvern". 

## Origini
Secondo Christine Goldberg e Stith Thompson, basandosi sull'analisi storico geografica della trama e dei motivi ricorrenti, le origini della fiaba potrebbero essere indiane o medio-orientali, per poi raggiungere la Scandinavia attraverso l'Arabia intorno al XVII secolo. 
Secondo Axel Olrik, anziché scandinave la fiaba avrebbe origini germaniche, in quanto teutoniche sarebbero le radici della parola lindworm. Ha anche osservato che le varianti della fiaba sono frequenti nel Vicino e Medio Oriente, in India, nell'Europa nordica e in alcune zone dell'Europa meridionale, soprattutto in Italia. 

## Varianti
Fiabe con la stessa struttura di trama possono essere riscontrate in varie culture in diverse parti del mondo. Occasionalmente, le varianti sono al contempo una fusione con racconti diversi ma con elementi di trama simili, come Il principe serpente o Lo sposo serpente. 

### Danimarca
Axel Olrik ha individuato almeno sei varianti all'interno della stessa Danimarca: una da Vendsyssel, una da Himmerland, due da Vestjylland e due da Sjælland.
In particolare, la prima variante propone anche una seconda parte, in cui la regina, esiliata dal suo regno, salva e viene corteggiata da due re mitici, il Re Drago e il Re Gru, scegliendo infine il primo come suo nuovo compagno. 

### Svezia
Una variante svedese, tradotta da Andrew Lang, continua la storia con la gravidanza della moglie dell'ex lindworm mentre lui è lontano da casa. La ragazza partorisce due gemelli, ma al principe viene comunicato che ha dato alla luce dei cuccioli, costringendo la ragazza a una serie di vicende per salvare se stessa, i suoi figli e il suo matrimonio.
Una seconda variante vede il principe non come nato maledetto, ma come tale a causa della matrigna, che lo obbliga a essere un uomo di giorno e un lindworm di notte, cosicché ogni volta che si sposi, sia costretto a divorare la sposa alla prima notte di nozze. La parte centrale del racconto è simile all'originale, ma con tre strati di vesti invece che sette. La parte finale è invece simile alla prima variante, con la differenza che, nel nascondersi, la fanciulla salva altri tre re maledetti, ed è alla fine costretta a scegliere fra il marito e il più giovane di questi. 
Altre tre varianti furono individuate da Olrik e Clara Stroebe. 

### Germania
Nella variante tedesca tradotta da Joseph Zingerle (Die Schlange, "Il serpente"), il principe è invece il figlio di un conte e figlio unico, inoltre le sue sembianze sono più serpentine che vermifere. 

### Russia
Nella variante russa (Уж-Царевич і Вірна Жона, "Il principe serpente e sua moglie"), il principe, anche qui serpentifero, è figlio dello zar e della zarina, la formula magica necessaria per restare incinta include il mangiare un luccio senza testa e gli strati di abbigliamento sono venti. Inoltre, il principe rifiuta le sue spose senza divorarle. 
Tuttavia, in seguito il principe, ora umano, ripudia la moglie dopo che lei rivela ai suoi genitori di aver spezzato la maledizione. La ragazza visita così la Madre dei Venti, la Madre del Sole e la Madre della Luna per ottenere tre mele, una d'argento, una d'oro e una di diamante, da scambiare per passare tre notti con suo marito e riappacificarsi con lui prima che sposi una principessa del regno vicino. 

### Serbia
Nella variante serba (Zmija mladoženja, "Lo sposo serpente") di Vuk Karadžić, la regina chiede "un figlio, fosse anche un serpente" e viene accontentata e la fanciulla deve prima svolgere tre compiti per dimostrarsi degna del principe serpente, il quale si libera spontaneamente della sua pelle la prima notte di nozze. 

### Italia
La variante italiana è normalmente ambientata in Sicilia, ma occasionalmente riadattata per ambientarsi in Toscana, Campania o Piemonte.
La regina chiede a Dio un figlio, fosse anche un serpente. Al momento del parto, nessuna levatrice riesce a disincastrare il serpente dal canale uterino, perché tutte muoiono d'orrore, tranne la figlia di un calzolaio, mandata lì dalla matrigna crudele nella speranza che subisse lo stesso destino.
Al momento di sposarsi, nessuna fanciulla nobile vuole accettare di essere moglie di un serpente, così gli viene data la figlia di un tessitore. Alla prima notte di nozze, il principe rivela la sua forma umana e chiede alla sposa le sue origini, per poi divorarla quando scopre che non è una principessa. Così per numerose altre ragazze, finché l'ultima, anche lei figlia di un calzolaio, non sopravvive mentendo sul suo status. Quando rimane incinta, decide di spezzare la maledizione sul marito con l'aiuto della suocera, bruciando la pelle di serpente in un forno acceso da tre giorni e bloccando il principe con un panno bianco perché non si getti a sua volta nel fuoco. A quel punto, la ragazza rivela al principe le sue vere origini, ma essendo ormai libero dal suo lato bestiale, il principe la perdona. 

### Portogallo
Nella variante portoghese (O Príncipe Sapo, "Il principe ranocchio"), il principe è una rana piuttosto che un serpente. Al momento del matrimonio, mostra a sua moglie la sua forma umana, ma le dice di preferire quella di rana. Tuttavia, la fanciulla brucia le pelli di rana per impedire al marito di riprendere le sembianze animali, cosa che la fa ripudiare. 

### Spagna
La variante spagnola è simile a quella portoghese, con un principe lucertola al posto della rana e l'aggiunta dell'obbligo per le spose di attendere sveglie il marito a letto fino al suo arrivo. Tutte le ragazze prima della protagonista falliscono e vengono uccise per questo. 

### Albania
La variante albanese (Das Schlangenkind, "Il bambino serpente") è molto simile a quella russa, con quaranta strati di vesti e leggere differenze nelle prove della ragazza dopo il ripudio. In più, al momento dell'abbandono il principe rende sterile la moglie finché non otterrà il suo perdono.
In una seconda variante, tre sorelle si recano a una festa, dove promettono di sposare chiunque afferrerà una mela lanciata da loro. Quella della più giovane viene afferrata da un serpente, che si rivela essere un bel principe dopo essersi spogliato delle sue quaranta pelli. Un giorno, le sorelle della fanciulla scoprono e bruciano le pelli, causando la scomparsa del principe: egli è infatti un principe infero che non può vivere sulla terra in forma umana. La sua sposa decide di seguirlo negli inferi, dove conquista tre oggetti magici che userà per curare suo marito dalla cecità, suo suocero dalla sordità e sua suocera dal mutismo. 

### Macedonia del Nord
La variante macedone include quaranta strati di vesti, inoltre, la sposa è, come nei casi italiani, albanesi e spagnoli, la stessa ragazza che aiutato a partorire/allevato il principe. In alcuni casi, dopo il matrimonio la fanciulla e suo figlio vengono esiliati, e lei finirà per sposare un secondo principe incantato, che libererà e da cui avrà un altro figlio. 

### Grecia
Sono state individuare almeno ventitré varianti greche, alcune delle quali forse di origini turche.
Caratteristica delle varianti greche è che alla fine la fanciulla è sempre contesa da due o più mariti. 

### Armenia
Le varianti armene includono allo stesso modo una doppia maledizione, in cui la fanciulla libera e poi sposa due principi in successione. Tuttavia, la maledizione tipica armena è quella della morte apparente, in cui un principe è maledetto per morire di giorno e tornare alla vita di notte. 

### Circassia
In una variante circassa, la fanciulla, dopo aver salvato il principe, viene con l'inganno allontanata e sostituita dalla sua sorellastra, finendo per salvare e sposare un secondo principe, a cui darà un figlio. In questa variante, la pelle da togliere è una sola e alla ragazza è richiesto indossare una pelle animale piuttosto che una veste. 

### Turchia
Le varianti turche sono solitamente una combinazione in due parti fra il topos del principe serpente e quello del principe morto, con la ragazza che salva e sposa prima l'uno e poi l'altro. 

### Israele
La variante israeliana combina quella classica con quelle in cui la fanciulla viene costretta a fare da balia al principe nella speranza che muoia. La protagonista, Esther, riesce a superare le prove con l'aiuto di una sirena, che alla fine uccide la matrigna crudele, mentre il padre diventa visir. 

### Africa
Racconti simili sono diffusi in tutta l'Africa meridionale, con la differenza che la pelle è solitamente rimossa in modo violento, tramite lame o percosse. 

### Sudan
Nella variante sudanese, il principe è un coccodrillo, che viene liberato quando la sua pelle animale si spacca dopo che la sua sposa lo percuote con frasche di palma magiche. Nel frattempo, la sorella della fanciulla sposa il gemello umano del coccodrillo. 

### Brasile
Nella variante brasiliana, il principe è una lucertola e la fanciulla scopre come salvarlo non rivolgendosi a un aiutante magico ma pregando la Vergine Maria. 